# Сусідкова
Сусі́дкова (рос. Соседкова) — присілок у складі Горноуральського міського округу Свердловської області.
Населення — 24 особи (2010, 1 у 2002).
Національний склад станом на 2002 рік: росіяни — 100 %.